# Guðfinnsson
Guðfinnsson ist ein isländischer Name.

## Herkunft und Bedeutung
Der Name ist ein Patronym und bedeutet Sohn des Guðfinnur. Die weibliche Entsprechung ist Guðfinnsdóttir (Tochter des Guðfinnur).

## Namensträger
- Einar K. Guðfinnsson (* 1955), isländischer Politiker
- Helgi Jónas Guðfinnsson (* 1976), isländischer Basketballspieler